# نووی آکتانیش‌باش
نووی آکتانیش‌باش (انگلیسی: Novy Aktanyshbash) یک شهرک در شهرستان کراسنوکامسکی استان باشقیرستان کشور روسیه است.